# Liste der Kulturdenkmäler in Heistenbach
In der Liste der Kulturdenkmäler in Heistenbach sind alle Kulturdenkmäler der rheinland-pfälzischen Ortsgemeinde Heistenbach aufgeführt. Grundlage ist die Denkmalliste des Landes Rheinland-Pfalz (Stand: 8. Dezember 2023).

## Einzeldenkmäler
| Bezeichnung    | Lage                                      | Baujahr         | Beschreibung                            | Bild            |
| -------------- | ----------------------------------------- | --------------- | --------------------------------------- | --------------- |
| Kriegerdenkmal | Altendiezer Straße, auf dem Friedhof Lage | 20. Jahrhundert | Kriegerdenkmal 1914/18, 20. Jahrhundert | Fotos hochladen |